# Wólka Zabłocka
Wólka Zabłocka es un pueblo ubicado en la gmina Tuczna, distrito de Biała Podlaska, voivodato de Lublin, Polonia.

## Superficie
Cuenta con una superficie de 3,960 kilómetros cuadrados.

## Demografía
Hasta 2011 la población era de 97 habitantes, con una densidad de población de 24,49 habitantes por kilómetro cuadrado. Estaba conformada por 50 hombres (51,5%) y 47 mujeres (48,5%), según el censo de la Oficina Central de Estadística.